# Sharjah Tour 2018
La 5e édition du Sharjah Tour a lieu du 24 au 27 janvier 2018. La course fait partie du calendrier UCI Asia Tour 2018 en catégorie 2.1.

## Présentation
Le Sharjah Tour est organisé par le Sharjah Sport Council.

### Équipes
Classé en catégorie 2.1 de l'UCI Asia Tour, le Sharjah Tour est par conséquent ouvert aux WorldTeams dans la limite de 50 % des équipes participantes, aux équipes continentales professionnelles, aux équipes continentales et aux équipes nationales.
| Équipes continentales professionnelles (4)- Vital Concept - Wilier Triestina-Selle Italia - Delko-Marseille Provence-KTM - Vérandas Willems-Crelan Équipes continentales (10)- Sharjah Team - Synergy Baku Project - Kinan Cycling Team - Vino-Astana Motors - Bike Aid - Sovac-Natura4Ever - Minsk Cycling Club - Interpro Stradalli - Terengganu Cycling Team - VIB Sports Équipes nationales (5)- Ouzbekistan - Afrique du Sud - Japon - Émirats arabes unis - Arabie saoudite |
| |

## Étapes
| Étape     | Date     | Villes étapes     | type                        | Distance (km) | Vainqueur d'étape | Leader du classement général |
| --------- | -------- | ----------------- | --------------------------- | ------------- | ----------------- | ---------------------------- |
| 1re étape | 24 janv. | Charjah – Charjah | contre-la-montre individuel | 10,2          | Julien Morice     | Julien Morice                |
| 2e étape  | 25 janv. | Charjah – Charjah | étape de plaine             | 151,56        | Jakub Mareczko    | Julien Morice                |
| 3e étape  | 26 janv. | Dibba – Charjah   | étape de montagne           | 116,7         | Salim Kipkemboi   | Javier Moreno                |
| 4e étape  | 27 janv. | Charjah – Charjah | étape de plaine             | 99,1          | Jakub Mareczko    | Javier Moreno                |

## Déroulement de la course

### 1reétape
| \| Classement de l'étape \| Classement de l'étape \| Classement de l'étape \| Classement de l'étape \| Classement de l'étape \| \| Coureur \| Coureur \| Pays \| Équipe \| Temps \| \| --------------------- \| --------------------- \| --------------------- \| ----------------------------- \| --------------------- \| \| 1er \| Julien Morice \| France \| Vital Concept \| 12 min 48 s \| \| 2e \| Gaëtan Bille \| Belgique \| Sovac-Natura4Ever \| + 2 s \| \| 3e \| Kris Boeckmans \| Belgique \| Vital Concept \| + 4 s \| \| 4e \| Elias Van Breussegem \| Belgique \| Verandas Willems-Crelan \| + 4 s \| \| 5e \| Marco Coledan \| Italie \| Wilier Triestina-Selle Italia \| + 5 s \| \| 6e \| Michael Goolaerts \| Belgique \| Verandas Willems-Crelan \| + 6 s \| \| 7e \| Nikolay Mihaylov \| Bulgarie \| Delko-Marseille Provence-KTM \| + 12 s \| \| 8e \| Javier Moreno \| Espagne \| Delko-Marseille Provence-KTM \| + 18 s \| \| 9e \| Oleksandr Golovash \| Ukraine \| Sharjah Team \| + 19 s \| \| 10e \| Bryan Coquard \| France \| Vital Concept \| + 20 s \| |                      |          |                               |             |
| |                      |          |                               |             |
| Source : ProCyclingStats |                      |          |                               |             |
| Classement de l'étape |                      |          |                               |             |
| Coureur | Coureur              | Pays     | Équipe                        | Temps       |
| 1er | Julien Morice        | France   | Vital Concept                 | 12 min 48 s |
| 2e | Gaëtan Bille         | Belgique | Sovac-Natura4Ever             | + 2 s       |
| 3e | Kris Boeckmans       | Belgique | Vital Concept                 | + 4 s       |
| 4e | Elias Van Breussegem | Belgique | Verandas Willems-Crelan       | + 4 s       |
| 5e | Marco Coledan        | Italie   | Wilier Triestina-Selle Italia | + 5 s       |
| 6e | Michael Goolaerts    | Belgique | Verandas Willems-Crelan       | + 6 s       |
| 7e | Nikolay Mihaylov     | Bulgarie | Delko-Marseille Provence-KTM  | + 12 s      |
| 8e | Javier Moreno        | Espagne  | Delko-Marseille Provence-KTM  | + 18 s      |
| 9e | Oleksandr Golovash   | Ukraine  | Sharjah Team                  | + 19 s      |
| 10e | Bryan Coquard        | France   | Vital Concept                 | + 20 s      |

| \| Classement général \| Classement général \| Classement général \| Classement général \| Classement général \| \| Coureur \| Coureur \| Pays \| Équipe \| Temps \| \| ------------------ \| -------------------- \| ------------------ \| ----------------------------- \| ------------------ \| \| 1er \| Julien Morice \| France \| Vital Concept \| 12 min 48 s \| \| 2e \| Gaëtan Bille \| Belgique \| Sovac-Natura4Ever \| + 2 s \| \| 3e \| Kris Boeckmans \| Belgique \| Vital Concept \| + 4 s \| \| 4e \| Elias Van Breussegem \| Belgique \| Verandas Willems-Crelan \| + 4 s \| \| 5e \| Marco Coledan \| Italie \| Wilier Triestina-Selle Italia \| + 5 s \| \| 6e \| Michael Goolaerts \| Belgique \| Verandas Willems-Crelan \| + 6 s \| \| 7e \| Nikolay Mihaylov \| Bulgarie \| Delko-Marseille Provence-KTM \| + 12 s \| \| 8e \| Javier Moreno \| Espagne \| Delko-Marseille Provence-KTM \| + 18 s \| \| 9e \| Oleksandr Golovash \| Ukraine \| Sharjah Team \| + 19 s \| \| 10e \| Bryan Coquard \| France \| Vital Concept \| + 20 s \| |                      |          |                               |             |
| |                      |          |                               |             |
| Source : ProCyclingStats |                      |          |                               |             |
| Classement général |                      |          |                               |             |
| Coureur | Coureur              | Pays     | Équipe                        | Temps       |
| 1er | Julien Morice        | France   | Vital Concept                 | 12 min 48 s |
| 2e | Gaëtan Bille         | Belgique | Sovac-Natura4Ever             | + 2 s       |
| 3e | Kris Boeckmans       | Belgique | Vital Concept                 | + 4 s       |
| 4e | Elias Van Breussegem | Belgique | Verandas Willems-Crelan       | + 4 s       |
| 5e | Marco Coledan        | Italie   | Wilier Triestina-Selle Italia | + 5 s       |
| 6e | Michael Goolaerts    | Belgique | Verandas Willems-Crelan       | + 6 s       |
| 7e | Nikolay Mihaylov     | Bulgarie | Delko-Marseille Provence-KTM  | + 12 s      |
| 8e | Javier Moreno        | Espagne  | Delko-Marseille Provence-KTM  | + 18 s      |
| 9e | Oleksandr Golovash   | Ukraine  | Sharjah Team                  | + 19 s      |
| 10e | Bryan Coquard        | France   | Vital Concept                 | + 20 s      |

### 2eétape
| \| Classement de l'étape \| Classement de l'étape \| Classement de l'étape \| Classement de l'étape \| Classement de l'étape \| \| Coureur \| Coureur \| Pays \| Équipe \| Temps \| \| --------------------- \| --------------------- \| --------------------- \| ----------------------------- \| --------------------- \| \| 1er \| Jakub Mareczko \| Italie \| Wilier Triestina-Selle Italia \| 3 h 32 min 33 s \| \| 2e \| Bryan Coquard \| France \| Vital Concept \| + 0 s \| \| 3e \| Harrif Salleh \| Malaisie \| Terengganu Cycling Team \| + 0 s \| \| 4e \| Luca Pacioni \| Italie \| Wilier Triestina-Selle Italia \| + 0 s \| \| 5e \| Robin Stenuit \| Belgique \| Sovac-Natura4Ever \| + 0 s \| \| 6e \| Jérémy Leveau \| France \| Delko-Marseille Provence-KTM \| + 0 s \| \| 7e \| Tatsuki Amagoi \| Japon \| Kinan Cycling Team \| + 0 s \| \| 8e \| Michael Goolaerts \| Belgique \| Verandas Willems-Crelan \| + 0 s \| \| 9e \| Yasuharu Nakajima \| Japon \| Kinan Cycling Team \| + 0 s \| \| 10e \| Ryan Harris \| Afrique du Sud \| Afrique du Sud \| + 0 s \| |                   |                |                               |                 |
| |                   |                |                               |                 |
| Source : ProCyclingStats |                   |                |                               |                 |
| Classement de l'étape |                   |                |                               |                 |
| Coureur | Coureur           | Pays           | Équipe                        | Temps           |
| 1er | Jakub Mareczko    | Italie         | Wilier Triestina-Selle Italia | 3 h 32 min 33 s |
| 2e | Bryan Coquard     | France         | Vital Concept                 | + 0 s           |
| 3e | Harrif Salleh     | Malaisie       | Terengganu Cycling Team       | + 0 s           |
| 4e | Luca Pacioni      | Italie         | Wilier Triestina-Selle Italia | + 0 s           |
| 5e | Robin Stenuit     | Belgique       | Sovac-Natura4Ever             | + 0 s           |
| 6e | Jérémy Leveau     | France         | Delko-Marseille Provence-KTM  | + 0 s           |
| 7e | Tatsuki Amagoi    | Japon          | Kinan Cycling Team            | + 0 s           |
| 8e | Michael Goolaerts | Belgique       | Verandas Willems-Crelan       | + 0 s           |
| 9e | Yasuharu Nakajima | Japon          | Kinan Cycling Team            | + 0 s           |
| 10e | Ryan Harris       | Afrique du Sud | Afrique du Sud                | + 0 s           |

| \| Classement général \| Classement général \| Classement général \| Classement général \| Classement général \| \| Coureur \| Coureur \| Pays \| Équipe \| Temps \| \| ------------------ \| -------------------- \| ------------------ \| ----------------------------- \| ------------------ \| \| 1er \| Julien Morice \| France \| Vital Concept \| 3 h 45 min 21 s \| \| 2e \| Gaëtan Bille \| Belgique \| Sovac-Natura4Ever \| + 2 s \| \| 3e \| Kris Boeckmans \| Belgique \| Vital Concept \| + 4 s \| \| 4e \| Elias Van Breussegem \| Belgique \| Verandas Willems-Crelan \| + 4 s \| \| 5e \| Marco Coledan \| Italie \| Wilier Triestina-Selle Italia \| + 5 s \| \| 6e \| Michael Goolaerts \| Belgique \| Verandas Willems-Crelan \| + 6 s \| \| 7e \| Nikolay Mihaylov \| Bulgarie \| Delko-Marseille Provence-KTM \| + 12 s \| \| 8e \| Bryan Coquard \| France \| Vital Concept \| + 14 s \| \| 9e \| Javier Moreno \| Espagne \| Delko-Marseille Provence-KTM \| + 18 s \| \| 10e \| Oleksandr Golovash \| Ukraine \| Sharjah Team \| + 19 s \| |                      |          |                               |                 |
| |                      |          |                               |                 |
| Source : ProCyclingStats |                      |          |                               |                 |
| Classement général |                      |          |                               |                 |
| Coureur | Coureur              | Pays     | Équipe                        | Temps           |
| 1er | Julien Morice        | France   | Vital Concept                 | 3 h 45 min 21 s |
| 2e | Gaëtan Bille         | Belgique | Sovac-Natura4Ever             | + 2 s           |
| 3e | Kris Boeckmans       | Belgique | Vital Concept                 | + 4 s           |
| 4e | Elias Van Breussegem | Belgique | Verandas Willems-Crelan       | + 4 s           |
| 5e | Marco Coledan        | Italie   | Wilier Triestina-Selle Italia | + 5 s           |
| 6e | Michael Goolaerts    | Belgique | Verandas Willems-Crelan       | + 6 s           |
| 7e | Nikolay Mihaylov     | Bulgarie | Delko-Marseille Provence-KTM  | + 12 s          |
| 8e | Bryan Coquard        | France   | Vital Concept                 | + 14 s          |
| 9e | Javier Moreno        | Espagne  | Delko-Marseille Provence-KTM  | + 18 s          |
| 10e | Oleksandr Golovash   | Ukraine  | Sharjah Team                  | + 19 s          |

### 3eétape
| \| Classement de l'étape \| Classement de l'étape \| Classement de l'étape \| Classement de l'étape \| Classement de l'étape \| \| Coureur \| Coureur \| Pays \| Équipe \| Temps \| \| --------------------- \| --------------------- \| --------------------- \| ---------------------------- \| --------------------- \| \| 1er \| Salim Kipkemboi \| Kenya \| Bike Aid \| 2 h 59 min 52 s \| \| 2e \| Thomas Lebas \| France \| Kinan Cycling Team \| + 0 s \| \| 3e \| Javier Moreno \| Espagne \| Delko-Marseille Provence-KTM \| + 0 s \| \| 4e \| Davide Rebellin \| Italie \| Sovac-Natura4Ever \| + 0 s \| \| 5e \| Eddie van Heerden \| Afrique du Sud \| Afrique du Sud \| + 25 s \| \| 6e \| Nikolay Mihaylov \| Bulgarie \| Delko-Marseille Provence-KTM \| + 37 s \| \| 7e \| Jai Crawford \| Australie \| Kinan Cycling Team \| + 37 s \| \| 8e \| Suleiman Kangangi \| Kenya \| Bike Aid \| + 37 s \| \| 9e \| Delio Fernández \| Espagne \| Delko-Marseille Provence-KTM \| + 37 s \| \| 10e \| Gabriel Reguero \| Espagne \| VIB Sports \| + 37 s \| |                   |                |                              |                 |
| |                   |                |                              |                 |
| Source : ProCyclingStats |                   |                |                              |                 |
| Classement de l'étape |                   |                |                              |                 |
| Coureur | Coureur           | Pays           | Équipe                       | Temps           |
| 1er | Salim Kipkemboi   | Kenya          | Bike Aid                     | 2 h 59 min 52 s |
| 2e | Thomas Lebas      | France         | Kinan Cycling Team           | + 0 s           |
| 3e | Javier Moreno     | Espagne        | Delko-Marseille Provence-KTM | + 0 s           |
| 4e | Davide Rebellin   | Italie         | Sovac-Natura4Ever            | + 0 s           |
| 5e | Eddie van Heerden | Afrique du Sud | Afrique du Sud               | + 25 s          |
| 6e | Nikolay Mihaylov  | Bulgarie       | Delko-Marseille Provence-KTM | + 37 s          |
| 7e | Jai Crawford      | Australie      | Kinan Cycling Team           | + 37 s          |
| 8e | Suleiman Kangangi | Kenya          | Bike Aid                     | + 37 s          |
| 9e | Delio Fernández   | Espagne        | Delko-Marseille Provence-KTM | + 37 s          |
| 10e | Gabriel Reguero   | Espagne        | VIB Sports                   | + 37 s          |

| \| Classement général \| Classement général \| Classement général \| Classement général \| Classement général \| \| Coureur \| Coureur \| Pays \| Équipe \| Temps \| \| ------------------ \| -------------------- \| ------------------ \| ---------------------------- \| ------------------ \| \| 1er \| Javier Moreno \| Espagne \| Delko-Marseille Provence-KTM \| 6 h 45 min 27 s \| \| 2e \| Thomas Lebas \| France \| Kinan Cycling Team \| + 23 s \| \| 3e \| Nikolay Mihaylov \| Bulgarie \| Delko-Marseille Provence-KTM \| + 35 s \| \| 4e \| Salim Kipkemboi \| Kenya \| Bike Aid \| + 38 s \| \| 5e \| Eddie van Heerden \| Afrique du Sud \| Afrique du Sud \| + 49 s \| \| 6e \| Quentin Pacher \| France \| Vital Concept \| + 53 s \| \| 7e \| Delio Fernández \| Espagne \| Delko-Marseille Provence-KTM \| + 55 s \| \| 8e \| Davide Rebellin \| Italie \| Sovac-Natura4Ever \| + 58 s \| \| 9e \| Elias Van Breussegem \| Belgique \| Verandas Willems-Crelan \| + 1 min 00 s \| \| 10e \| Gabriel Reguero \| Espagne \| VIB Sports \| + 1 min 01 s \| |                      |                |                              |                 |
| |                      |                |                              |                 |
| Source : ProCyclingStats |                      |                |                              |                 |
| Classement général |                      |                |                              |                 |
| Coureur | Coureur              | Pays           | Équipe                       | Temps           |
| 1er | Javier Moreno        | Espagne        | Delko-Marseille Provence-KTM | 6 h 45 min 27 s |
| 2e | Thomas Lebas         | France         | Kinan Cycling Team           | + 23 s          |
| 3e | Nikolay Mihaylov     | Bulgarie       | Delko-Marseille Provence-KTM | + 35 s          |
| 4e | Salim Kipkemboi      | Kenya          | Bike Aid                     | + 38 s          |
| 5e | Eddie van Heerden    | Afrique du Sud | Afrique du Sud               | + 49 s          |
| 6e | Quentin Pacher       | France         | Vital Concept                | + 53 s          |
| 7e | Delio Fernández      | Espagne        | Delko-Marseille Provence-KTM | + 55 s          |
| 8e | Davide Rebellin      | Italie         | Sovac-Natura4Ever            | + 58 s          |
| 9e | Elias Van Breussegem | Belgique       | Verandas Willems-Crelan      | + 1 min 00 s    |
| 10e | Gabriel Reguero      | Espagne        | VIB Sports                   | + 1 min 01 s    |

### 4eétape
| \| Classement de l'étape \| Classement de l'étape \| Classement de l'étape \| Classement de l'étape \| Classement de l'étape \| \| Coureur \| Coureur \| Pays \| Équipe \| Temps \| \| --------------------- \| --------------------- \| --------------------- \| ----------------------------- \| --------------------- \| \| 1er \| Jakub Mareczko \| Italie \| Wilier Triestina-Selle Italia \| 2 h 06 min 45 s \| \| 2e \| Bryan Coquard \| France \| Vital Concept \| + 0 s \| \| 3e \| Aidis Kruopis \| Lituanie \| Verandas Willems-Crelan \| + 0 s \| \| 4e \| Harrif Salleh \| Malaisie \| Terengganu Cycling Team \| + 0 s \| \| 5e \| Michael Goolaerts \| Belgique \| Verandas Willems-Crelan \| + 0 s \| \| 6e \| Luca Pacioni \| Italie \| Wilier Triestina-Selle Italia \| + 0 s \| \| 7e \| Ken-Levi Eikeland \| Norvège \| Interpro Stradalli \| + 0 s \| \| 8e \| Mounir Makhchoun \| Maroc \| VIB Sports \| + 0 s \| \| 9e \| Lucas Carstensen \| Allemagne \| Bike Aid \| + 0 s \| \| 10e \| Irwandie Lakasek \| Malaisie \| Terengganu Cycling Team \| + 0 s \| |                   |           |                               |                 |
| |                   |           |                               |                 |
| Source : ProCyclingStats |                   |           |                               |                 |
| Classement de l'étape |                   |           |                               |                 |
| Coureur | Coureur           | Pays      | Équipe                        | Temps           |
| 1er | Jakub Mareczko    | Italie    | Wilier Triestina-Selle Italia | 2 h 06 min 45 s |
| 2e | Bryan Coquard     | France    | Vital Concept                 | + 0 s           |
| 3e | Aidis Kruopis     | Lituanie  | Verandas Willems-Crelan       | + 0 s           |
| 4e | Harrif Salleh     | Malaisie  | Terengganu Cycling Team       | + 0 s           |
| 5e | Michael Goolaerts | Belgique  | Verandas Willems-Crelan       | + 0 s           |
| 6e | Luca Pacioni      | Italie    | Wilier Triestina-Selle Italia | + 0 s           |
| 7e | Ken-Levi Eikeland | Norvège   | Interpro Stradalli            | + 0 s           |
| 8e | Mounir Makhchoun  | Maroc     | VIB Sports                    | + 0 s           |
| 9e | Lucas Carstensen  | Allemagne | Bike Aid                      | + 0 s           |
| 10e | Irwandie Lakasek  | Malaisie  | Terengganu Cycling Team       | + 0 s           |

## Classements finals

### Classement général final
| \| Classement général \| Classement général \| Classement général \| Classement général \| Classement général \| \| Coureur \| Coureur \| Pays \| Équipe \| Temps \| \| ------------------ \| ------------------ \| ------------------ \| ---------------------------- \| ------------------ \| \| 1er \| Javier Moreno \| Espagne \| Delko-Marseille Provence-KTM \| 8 h 52 min 32 s \| \| 2e \| Thomas Lebas \| France \| Kinan Cycling Team \| + 3 s \| \| 3e \| Nikolay Mihaylov \| Bulgarie \| Delko-Marseille Provence-KTM \| + 15 s \| \| 4e \| Salim Kipkemboi \| Kenya \| Bike Aid \| + 17 s \| \| 5e \| Quentin Pacher \| France \| Vital Concept \| + 33 s \| \| 6e \| Gabriel Reguero \| Espagne \| VIB Sports \| + 41 s \| \| 7e \| Bryan Coquard \| France \| Vital Concept \| + 43 s \| \| 8e \| Eddie van Heerden \| Afrique du Sud \| Afrique du Sud \| + 47 s \| \| 9e \| Jai Crawford \| Australie \| Kinan Cycling Team \| + 53 s \| \| 10e \| Delio Fernández \| Espagne \| Delko-Marseille Provence-KTM \| + 55 s \| |                   |                |                              |                 |
| |                   |                |                              |                 |
| Source : ProCyclingStats |                   |                |                              |                 |
| Classement général |                   |                |                              |                 |
| Coureur | Coureur           | Pays           | Équipe                       | Temps           |
| 1er | Javier Moreno     | Espagne        | Delko-Marseille Provence-KTM | 8 h 52 min 32 s |
| 2e | Thomas Lebas      | France         | Kinan Cycling Team           | + 3 s           |
| 3e | Nikolay Mihaylov  | Bulgarie       | Delko-Marseille Provence-KTM | + 15 s          |
| 4e | Salim Kipkemboi   | Kenya          | Bike Aid                     | + 17 s          |
| 5e | Quentin Pacher    | France         | Vital Concept                | + 33 s          |
| 6e | Gabriel Reguero   | Espagne        | VIB Sports                   | + 41 s          |
| 7e | Bryan Coquard     | France         | Vital Concept                | + 43 s          |
| 8e | Eddie van Heerden | Afrique du Sud | Afrique du Sud               | + 47 s          |
| 9e | Jai Crawford      | Australie      | Kinan Cycling Team           | + 53 s          |
| 10e | Delio Fernández   | Espagne        | Delko-Marseille Provence-KTM | + 55 s          |

### Classements annexes
| Classement de la montagne | Classement de la montagne | Classement de la montagne | Classement de la montagne    | Classement de la montagne |
| Coureur                   | Coureur                   | Pays                      | Équipe                       | Points                    |
| ------------------------- | ------------------------- | ------------------------- | ---------------------------- | ------------------------- |
| 1er                       | Eddie van Heerden         | Afrique du Sud            | Afrique du Sud               | 12 pts                    |
| 2e                        | Thomas Lebas              | France                    | Kinan Cycling Team           | 11 pts                    |
| 3e                        | Oleksandr Polivoda        | Ukraine                   | Synergy Baku Cycling Project | 10 pts                    |
| 4e                        | Ken-Levi Eikeland         | Norvège                   | Interpro Stradalli           | 10 pts                    |
| 5e                        | Delio Fernández           | Espagne                   | Delko-Marseille Provence-KTM | 6 pts                     |
| 6e                        | Javier Moreno             | Espagne                   | Delko-Marseille Provence-KTM | 6 pts                     |
| 7e                        | Salim Kipkemboi           | Kenya                     | Bike Aid                     | 4 pts                     |
| 8e                        | Gabriel Reguero           | Espagne                   | VIB Sports                   | 2 pts                     |
| 9e                        | Davide Rebellin           | Italie                    | Sovac-Natura4Ever            | 2 pts                     |
| 10e                       | Irwandie Lakasek          | Malaisie                  | Terengganu Cycling Team      | 2 pts                     |

| Classement de la montagne | Classement de la montagne | Classement de la montagne | Classement de la montagne    | Classement de la montagne |
| Coureur                   | Coureur                   | Pays                      | Équipe                       | Points                    |
| ------------------------- | ------------------------- | ------------------------- | ---------------------------- | ------------------------- |
| 1er                       | Eddie van Heerden         | Afrique du Sud            | Afrique du Sud               | 12 pts                    |
| 2e                        | Thomas Lebas              | France                    | Kinan Cycling Team           | 11 pts                    |
| 3e                        | Oleksandr Polivoda        | Ukraine                   | Synergy Baku Cycling Project | 10 pts                    |
| 4e                        | Ken-Levi Eikeland         | Norvège                   | Interpro Stradalli           | 10 pts                    |
| 5e                        | Delio Fernández           | Espagne                   | Delko-Marseille Provence-KTM | 6 pts                     |
| 6e                        | Javier Moreno             | Espagne                   | Delko-Marseille Provence-KTM | 6 pts                     |
| 7e                        | Salim Kipkemboi           | Kenya                     | Bike Aid                     | 4 pts                     |
| 8e                        | Gabriel Reguero           | Espagne                   | VIB Sports                   | 2 pts                     |
| 9e                        | Davide Rebellin           | Italie                    | Sovac-Natura4Ever            | 2 pts                     |
| 10e                       | Irwandie Lakasek          | Malaisie                  | Terengganu Cycling Team      | 2 pts                     |

| Classement par points | Classement par points | Classement par points | Classement par points         | Classement par points |
| Coureur               | Coureur               | Pays                  | Équipe                        | Points                |
| --------------------- | --------------------- | --------------------- | ----------------------------- | --------------------- |
| 1er                   | Jakub Mareczko        | Italie                | Wilier Triestina-Selle Italia | 50 pts                |
| 2e                    | Bryan Coquard         | France                | Vital Concept                 | 44 pts                |
| 3e                    | Harrif Salleh         | Malaisie              | Terengganu Cycling Team       | 34 pts                |
| 4e                    | Luca Pacioni          | Italie                | Wilier Triestina-Selle Italia | 28 pts                |
| 5e                    | Michael Goolaerts     | Belgique              | Verandas Willems-Crelan       | 27 pts                |
| 6e                    | Salim Kipkemboi       | Kenya                 | Bike Aid                      | 26 pts                |
| 7e                    | Javier Moreno         | Espagne               | Delko-Marseille Provence-KTM  | 21 pts                |
| 8e                    | Thomas Lebas          | France                | Kinan Cycling Team            | 20 pts                |
| 9e                    | Jérémy Leveau         | France                | Delko-Marseille Provence-KTM  | 18 pts                |
| 10e                   | Aidis Kruopis         | Lituanie              | Verandas Willems-Crelan       | 18 pts                |

| Classement par points | Classement par points | Classement par points | Classement par points         | Classement par points |
| Coureur               | Coureur               | Pays                  | Équipe                        | Points                |
| --------------------- | --------------------- | --------------------- | ----------------------------- | --------------------- |
| 1er                   | Jakub Mareczko        | Italie                | Wilier Triestina-Selle Italia | 50 pts                |
| 2e                    | Bryan Coquard         | France                | Vital Concept                 | 44 pts                |
| 3e                    | Harrif Salleh         | Malaisie              | Terengganu Cycling Team       | 34 pts                |
| 4e                    | Luca Pacioni          | Italie                | Wilier Triestina-Selle Italia | 28 pts                |
| 5e                    | Michael Goolaerts     | Belgique              | Verandas Willems-Crelan       | 27 pts                |
| 6e                    | Salim Kipkemboi       | Kenya                 | Bike Aid                      | 26 pts                |
| 7e                    | Javier Moreno         | Espagne               | Delko-Marseille Provence-KTM  | 21 pts                |
| 8e                    | Thomas Lebas          | France                | Kinan Cycling Team            | 20 pts                |
| 9e                    | Jérémy Leveau         | France                | Delko-Marseille Provence-KTM  | 18 pts                |
| 10e                   | Aidis Kruopis         | Lituanie              | Verandas Willems-Crelan       | 18 pts                |

| Classement du meilleur jeune | Classement du meilleur jeune | Classement du meilleur jeune | Classement du meilleur jeune | Classement du meilleur jeune |
| Coureur                      | Coureur                      | Pays                         | Équipe                       | Temps                        |
| ---------------------------- | ---------------------------- | ---------------------------- | ---------------------------- | ---------------------------- |
| 1er                          | Salim Kipkemboi              | Kenya                        | Bike Aid                     | 8 h 52 min 49 s              |
| 2e                           | Senne Leysen                 | Belgique                     | Verandas Willems-Crelan      | + 2 min 16 s                 |
| 3e                           | Hamza Mansouri               | Algérie                      | Sovac-Natura4Ever            | + 2 min 52 s                 |
| 4e                           | Alexey Voloshin              | Kazakhstan                   | Vino-Astana Motors           | + 2 min 53 s                 |
| 5e                           | Masahiro Ishigami            | Japon                        | Japon                        | + 2 min 57 s                 |
| 6e                           | Shoi Matsuda                 | Japon                        | Japon                        | + 3 min 32 s                 |
| 7e                           | Dilmurdjon Siddikov          | Ouzbekistan                  | Ouzbekistan                  | + 3 min 53 s                 |
| 8e                           | Ryan Harris                  | Afrique du Sud               | Afrique du Sud               | + 5 min 04 s                 |
| 9e                           | Oussama Mansouri             | Algérie                      | Sharjah Team                 | + 5 min 38 s                 |
| 10e                          | Semyon Sevastyanov           | Ouzbekistan                  | Ouzbekistan                  | + 6 min 22 s                 |

| Classement du meilleur jeune | Classement du meilleur jeune | Classement du meilleur jeune | Classement du meilleur jeune | Classement du meilleur jeune |
| Coureur                      | Coureur                      | Pays                         | Équipe                       | Temps                        |
| ---------------------------- | ---------------------------- | ---------------------------- | ---------------------------- | ---------------------------- |
| 1er                          | Salim Kipkemboi              | Kenya                        | Bike Aid                     | 8 h 52 min 49 s              |
| 2e                           | Senne Leysen                 | Belgique                     | Verandas Willems-Crelan      | + 2 min 16 s                 |
| 3e                           | Hamza Mansouri               | Algérie                      | Sovac-Natura4Ever            | + 2 min 52 s                 |
| 4e                           | Alexey Voloshin              | Kazakhstan                   | Vino-Astana Motors           | + 2 min 53 s                 |
| 5e                           | Masahiro Ishigami            | Japon                        | Japon                        | + 2 min 57 s                 |
| 6e                           | Shoi Matsuda                 | Japon                        | Japon                        | + 3 min 32 s                 |
| 7e                           | Dilmurdjon Siddikov          | Ouzbekistan                  | Ouzbekistan                  | + 3 min 53 s                 |
| 8e                           | Ryan Harris                  | Afrique du Sud               | Afrique du Sud               | + 5 min 04 s                 |
| 9e                           | Oussama Mansouri             | Algérie                      | Sharjah Team                 | + 5 min 38 s                 |
| 10e                          | Semyon Sevastyanov           | Ouzbekistan                  | Ouzbekistan                  | + 6 min 22 s                 |

| Classement par équipes | Classement par équipes       | Classement par équipes | Classement par équipes |
| Équipe                 | Équipe                       | Pays                   | Temps                  |
| ---------------------- | ---------------------------- | ---------------------- | ---------------------- |
| 1re                    | Delko-Marseille Provence-KTM | France                 | 26 h 38 min 26 s       |
| 2e                     | Vital Concept                | France                 | + 2 min 05 s           |
| 3e                     | Bike Aid                     | Allemagne              | + 2 min 53 s           |
| 4e                     | Vérandas Willems-Crelan      | Belgique               | + 4 min 21 s           |
| 5e                     | Sovac-Natura4Ever            | Algérie                | + 4 min 51 s           |
| 6e                     | Minsk Cycling Club           | Biélorussie            | + 5 min 25 s           |
| 7e                     | VIB Sports                   | Bahreïn                | + 5 min 32 s           |
| 8e                     | Afrique du Sud               | Afrique du Sud         | + 7 min 34 s           |
| 9e                     | Japon                        | Japon                  | + 8 min 04 s           |
| 10e                    | Synergy Baku Project         | Azerbaijan             | + 8 min 15 s           |

| Classement par équipes | Classement par équipes       | Classement par équipes | Classement par équipes |
| Équipe                 | Équipe                       | Pays                   | Temps                  |
| ---------------------- | ---------------------------- | ---------------------- | ---------------------- |
| 1re                    | Delko-Marseille Provence-KTM | France                 | 26 h 38 min 26 s       |
| 2e                     | Vital Concept                | France                 | + 2 min 05 s           |
| 3e                     | Bike Aid                     | Allemagne              | + 2 min 53 s           |
| 4e                     | Vérandas Willems-Crelan      | Belgique               | + 4 min 21 s           |
| 5e                     | Sovac-Natura4Ever            | Algérie                | + 4 min 51 s           |
| 6e                     | Minsk Cycling Club           | Biélorussie            | + 5 min 25 s           |
| 7e                     | VIB Sports                   | Bahreïn                | + 5 min 32 s           |
| 8e                     | Afrique du Sud               | Afrique du Sud         | + 7 min 34 s           |
| 9e                     | Japon                        | Japon                  | + 8 min 04 s           |
| 10e                    | Synergy Baku Project         | Azerbaijan             | + 8 min 15 s           |

## Classements UCI
La course attribue le même nombre de points pour l'UCI Asia Tour 2018 et le Classement mondial UCI (pour tous les coureurs).
| Position           | 1er | 2e | 3e | 4e | 5e | 6e | 7e | 8e | 9e | 10e |
| Classement général | 125 | 85 | 70 | 60 | 50 | 40 | 35 | 30 | 25 | 20  |
| Par étapes         | 14  | 5  | 3  |    |    |    |    |    |    |     |
| Leader             | 3   |    |    |    |    |    |    |    |    |     |

| Classement | Classement        | Classement                    | Classement | Classement | Classement | Classement |
| Pos        | Coureur           | Équipe                        | Général    | Étape      | Leader     | Total      |
| ---------- | ----------------- | ----------------------------- | ---------- | ---------- | ---------- | ---------- |
| 1er        | Javier Moreno     | Delko Marseille Provence KTM  | 125        | 3          | 3          | 131        |
| 2e         | Thomas Lebas      | Kinan                         | 85         | 5          | -          | 90         |
| 3e         | Salim Kipkemboi   | Bike Aid                      | 60         | 14         | -          | 74         |
| 4e         | Nikolay Mihaylov  | Delko Marseille Provence KTM  | 70         | -          | -          | 70         |
| 5e         | Quentin Pacher    | Vital Concept                 | 50         | -          | -          | 50         |
| 6e         | Bryan Coquard     | Vital Concept                 | 35         | 10         | -          | 45         |
| 7e         | Gabriel Reguero   | VIB Sports                    | 40         | -          | -          | 40         |
| 8e         | Eddie van Heerden | Afrique du Sud                | 30         | -          | -          | 30         |
| 9e         | Jakub Mareczko    | Wilier Triestina-Selle Italia | -          | 28         | -          | 28         |
| 10e        | Jai Crawford      | Kinan                         | 25         | -          | -          | 25         |

## Évolution des classements
| Étapes             | Vainqueur          | Classement général | Classement par points | Classement de la montagne | Classement des jeunes | Classement par équipes       |
| ------------------ | ------------------ | ------------------ | --------------------- | ------------------------- | --------------------- | ---------------------------- |
| 1                  | Julien Morice      | Julien Morice      | Julien Morice         | Non décerné               | Senne Leysen          | Vital Concept                |
| 2                  | Jakub Mareczko     | Julien Morice      | Jakub Mareczko        | Ken-Levi Eikeland         | Senne Leysen          | Vital Concept                |
| 3                  | Salim Kipkemboi    | Javier Moreno      | Salim Kipkemboi       | Eddie van Heerden         | Salim Kipkemboi       | Delko-Marseille Provence-KTM |
| 4                  | Jakub Mareczko     | Javier Moreno      | Jakub Mareczko        | Eddie van Heerden         | Salim Kipkemboi       | Delko-Marseille Provence-KTM |
| Classements finals | Classements finals | Javier Moreno      | Jakub Mareczko        | Eddie van Heerden         | Salim Kipkemboi       | Delko-Marseille Provence-KTM |